# Stoffel Vandoorne
Stoffel Vandoorne (født d. 26. marts 1992) er en belgisk racerkører, som kører for Formel E-holdet Mercedes-EQ Formula E Team. Han er også testkører for Formel 1-holdet Mercedes GP.

## Karriere

### Tidlige karriere

#### Gokarts
Vandoorne begyndte i 1998, som 6-årig, at køre gokart i hjembyen Kortrijk. 

#### Formel Renault
I 2010 skiftede han til formelbiler, da han debuterede i det franske F4 mesterskab for Renault-biler. Med fem sejre i 14 løb, vandt Vandoorne det samlede mesterskab.
Han flyttede i 2011 herefter til Eurocup Formel Renault 2.0. Han imponerede i sin debutsæson, hvor han sluttede på femtepladsen. I hans anden sæson vandt han mesterskabet i en intens kamp imod Daniil Kvjat.
Han rykkede i 2013 op i Formula Renault 3.5 serien, og sluttede i sæsonen på andenpladsen, kun efter Kevin Magnussen.

#### GP2
Vandoorne skiftede i 2014 til GP2 Series, og fortsatte med at imponere, da han i sin debutsæson sluttede på andenpladsen, kun bag mesterskabvinderen Jolyon Palmer. Mesterskabet ville også komme i 2015, hvor han suverænt var bedst, og vandt mesterskabet med mere end 100-point ned til andenpladsen, i hvad der var det dominant mesterskab i seriens historie målt på antal sejrer, podium og distance til andenpladsen.

#### Super Formula
Vandoorne deltog i Super Formula-serien i 2016, hvor han sluttede som fjerdeplads.

### Formel 1

#### Reservekører
Vandoorne blev i 2013 tilknyttet McLarens talentprogram. Et år senere i 2014 blev han teamets test- og reservekører. Han mistede dog denne plads til Kevin Magnussen for 2015 sæsonen, men efter Magnussen forlod McLaren efter 2015, blev Stoffel Vandoorne fra 2016-sæsonen igen teamets reservekører.
Vandoorne fik sin debut i et Grand Prix, da han ved Bahrains Grand Prix afløste for Fernando Alonso, der endnu ikke var blevet klar efter et alvorligt uheld ved Australiens Grand Prix i Melbourne to uger før. Vandoorne endte kvalifikationen med 12. bedste tid, to placeringer bedre end teamkammerat Jenson Button. Han sluttede Grand Prixet på løbets 10. plads, umiddelbart foran Kevin Magnussen, og fik ét point til VM-stillingen. Button udgik efter seks omgange.

#### 2017 sæsonen
Det blev i september 2016 annonceret at Jenson Button ville forlade McLaren ved 2016-sæsonens udgang, og at Vandoorne dermed ville overtage det ene Formel 1-sæde ved siden af Fernando Alonso. Han sluttede sæsonen på sekstenpladsen med 13 point, bag ved Alonsos 17, i hvad var en meget dårlig sæson efter McLarens høje standarder.

#### 2018 sæsonen
2018 var ikke meget bedre for hverken Vandoorne eller McLaren. Han sluttede igen på sekstenpladsen, denne gang med 12 point.
Det blev i september 2018 annonceret at han ikke ville blive i Formel 1, da han mistede sin plads hos McLaren.

#### Reservekører
Vandoorne har stadig været involveret i Formel 1 siden, da han har ageret som simulator- og reservekører for både McLaren og Mercedes siden 2019.

### Formel E
Vandoorne skiftede i 2018-19 sæsonen til Formel E. Hans første år var ikke fantastisk, da han endte på syttendepladsen, men efter at have skiftet til Mercedes EQ i 2019, var der fremskridt. Han sluttede den corona-ramte 2019-20 sæson på andenpladsen, dog en rimelig markant 71 point bag mesterskabsvinderen António Félix da Costa.
Han måtte dog nøjes med en skuffende niendeplads i 2020-21 sæsonen, et resultat som blev gjort værre af at hans holdkammerat Nyck de Vries vandt mesterskabet. Det lykkedes dog for Vandoorne i 2021-22 sæsonen, hvor at han vandt mesterskabet.

### World Endurane Championship
Vandoorne kørte i 2018-19 sæsonen to løb i World Endurance Championship. Det ene ræs var 24 Timers Le Mans, hvor at Vandoorne og hans holdkammerater sluttede på tredjepladsen.